# Nederlandse kampioenschappen atletiek 2025
De Nederlandse kampioenschappen atletiek 2025 zijn een drietal wedstrijden van de Atletiekunie waarin gestreden werd om de Nederlandse titels. De NK 10.000 meter vond plaats tijdens de wedstrijden om de Gouden Spike te Leiden. De NK Meerkamp werd gehouden te Assen. De titelstrijd op de overige nummers werd net als vorig jaar gehouden tijdens de NK atletiek in het Fanny Blankers-Koen Stadion te Hengelo.

## Agenda
| Datum          | Kampioenschap | Plaats  | Bron  |
| -------------- | ------------- | ------- | ----- |
| 14 juni 2025   | NK 10.000     | Leiden  | [ 1 ] |
| 5, 6 juli 2025 | NK Meerkamp   | Assen   |       |
| 2, 3 augustus  | NK atletiek   | Hengelo |       |

## Uitslagen

### 100 m
| wind: +2,9 m/s | wind: +2,9 m/s | wind: +2,9 m/s |
| rang           | atleet         | prestatie      |
| -------------- | -------------- | -------------- |
| Goud           | Xavi Mo-Ajok   | 9,91 s         |
| Zilver         | Nsikak Ekpo    | 9,95 s         |
| Brons          | Taymir Burnet  | 10,01 s        |

| wind: +1,0 m/s | wind: +1,0 m/s        | wind: +1,0 m/s |
| rang           | atlete                | prestatie      |
| -------------- | --------------------- | -------------- |
| Goud           | Minke Bisschops       | PR 11,05 s     |
| Zilver         | Nadine Visser         | PR 11,17 s     |
| Brons          | Marije van Hunenstijn | SB 11,33 s     |

### 200 m
| wind: +1,4 m/s | wind: +1,4 m/s    | wind: +1,4 m/s |
| rang           | atleet            | prestatie      |
| -------------- | ----------------- | -------------- |
| Goud           | Onyema Adigida    | SB 20,36 s     |
| Zilver         | Taymir Burnet     | SB 20,50 s     |
| Brons          | Jafrailyson Acton | PR 20,82 s     |

| wind: +0,9 m/s | wind: +0,9 m/s        | wind: +0,9 m/s |
| rang           | atlete                | prestatie      |
| -------------- | --------------------- | -------------- |
| Goud           | Lieke Klaver          | 22,82 s        |
| Zilver         | Femke Bol             | SB 22,84 s     |
| Brons          | Marije van Hunenstijn | 23,20 s        |

### 400 m
| rang   | atleet          | prestatie      |
| ------ | --------------- | -------------- |
| Goud   | Jonas Phijffers | NR U23 44,71 s |
| Zilver | Eugene Omalla   | PR 45,04 s     |
| Brons  | Ramsey Angela   | SB 45,43 s     |

| rang   | atlete               | prestatie  |
| ------ | -------------------- | ---------- |
| Goud   | Myrte van der Schoot | PR 51,62 s |
| Zilver | Eveline Saalberg     | SB 51,69 s |
| Brons  | Lisanne de Witte     | 51,99 s    |

### 800 m
| rang   | atleet           | prestatie |
| ------ | ---------------- | --------- |
| Goud   | Stefan Nillessen | 1.47,90   |
| Zilver | Tony van Diepen  | 1.48,60   |
| Brons  | Dion Eijssen     | 1.48,73   |

| rang   | atlete                 | prestatie  |
| ------ | ---------------------- | ---------- |
| Goud   | Priscilla van Oorschot | 2.03,91    |
| Zilver | Dagmar Smid            | PR 2.04,59 |
| Brons  | IJke Mourits           | 2.05,75    |

### 1500 m
| rang   | atleet          | prestatie |
| ------ | --------------- | --------- |
| Goud   | Samuel Chapple  | 3.43,20   |
| Zilver | Noah Baltus     | 3.44,25   |
| Brons  | Mahadi Abdi Ali | 3.44,41   |

| rang   | atlete         | prestatie  |
| ------ | -------------- | ---------- |
| Goud   | Marissa Damink | SB 4.11,61 |
| Zilver | Amina Maatoug  | 4.11,82    |
| Brons  | Loes Kempe     | 4.26,08    |

### 5000 m
| rang   | atleet          | prestatie |
| ------ | --------------- | --------- |
| Goud   | Tim Verbaandert | 14.00,14  |
| Zilver | Mike Foppen     | 14.01,07  |
| Brons  | Nik Lemmink     | 14.08,36  |

| rang   | atlete            | prestatie   |
| ------ | ----------------- | ----------- |
| Goud   | Jennifer Gulikers | 16.13,05    |
| Zilver | Emmy van den Berg | SB 16.25,55 |
| Brons  | Lysanne Wilkens   | SB 16.30,42 |

### 10.000 m
De NK 10.000 meter werd gelopen in juni, tijdens de wedstrijden om de Gouden Spike te Leiden.
| rang   | atleet         | prestatie |
| ------ | -------------- | --------- |
| Goud   | Noah Schutte   | 28.25,01  |
| Zilver | Bas van Hooren | 28.43,79  |
| Brons  | Nik Lemmink    | 29.13,60  |

| rang   | atlete            | prestatie |
| ------ | ----------------- | --------- |
| Goud   | Jennifer Gulikers | 32.35,08  |
| Zilver | Marcella Herzog   | 33.48,46  |
| Brons  | Vera de Vries     | 35.12,17  |

### 110 m horden/100 m horden
| wind: +1,7 m/s | wind: +1,7 m/s      | wind: +1,7 m/s |
| rang           | atleet              | prestatie      |
| -------------- | ------------------- | -------------- |
| Goud           | Job Geerds          | PR 13,22 s     |
| Zilver         | Matthew Sophia      | 13,39 s        |
| Brons          | Joas van Hellemondt | PR 13,44 s     |

| wind: +1,7 m/s | wind: +1,7 m/s    | wind: +1,7 m/s |
| rang           | atlete            | prestatie      |
| -------------- | ----------------- | -------------- |
| Goud           | Maayke Tjin A-Lim | SB 12,68 s     |
| Zilver         | Mira Groot        | PR 12,91 s     |
| Brons          | Fenna Achterberg  | PR 13,21 s     |

### 400 m horden
| rang   | atleet        | prestatie  |
| ------ | ------------- | ---------- |
| Goud   | Daan Kneppers | 51,41 s    |
| Zilver | Robin Boersma | 52,45 s    |
| Brons  | Wouter Konijn | PR 53,18 s |

| rang   | atlete           | prestatie |
| ------ | ---------------- | --------- |
| Goud   | Anne van de Wiel | 57,29 s   |
| Zilver | Nina Franke      | 57,43 s   |
| Brons  | Zoë van Gils     | 59,31 s   |

### 3000 m steeple
| rang   | atleet       | prestatie  |
| ------ | ------------ | ---------- |
| Goud   | Nick Marsman | 8.48,85    |
| Zilver | Tim de Wild  | PR 8.57,48 |
| Brons  | Falco Aarts  | PR 9.06,94 |

| rang   | atlete         | prestatie   |
| ------ | -------------- | ----------- |
| Goud   | Veerle Bakker  | 9.41,04     |
| Zilver | Anouk van Gils | SB 10.22,12 |
| Brons  | Jasmijn Bakker | SB 10.24,02 |

### Verspringen
| rang   | atleet          | prestatie            |
| ------ | --------------- | -------------------- |
| Goud   | Fabian Biondina | PR 7,71 m (+1,9 m/s) |
| Zilver | Jeff Tesselaar  | SB 7,68 m (+1,8 m/s) |
| Brons  | Sven Jansons    | PR 7,51 m (+1,6 m/s) |

| rang   | atlete              | prestatie            |
| ------ | ------------------- | -------------------- |
| Goud   | Pauline Hondema     | 6,76 m (+2,5 m/s)    |
| Zilver | Bente van der Stoel | 6,57 m (+2,5 m/s)    |
| Brons  | Sofie Dokter        | PR 6,56 m (+2,0 m/s) |

### Hink-stap-springen
| rang   | atleet             | prestatie          |
| ------ | ------------------ | ------------------ |
| Goud   | Fabian Biondina    | 16,02 m (+3,9 m/s) |
| Zilver | Winjaris Windster  | 15,30 m (+3,3 m/s) |
| Brons  | Alexander Soethout | 15,08 m (+2,6 m/s) |

| rang   | atlete            | prestatie              |
| ------ | ----------------- | ---------------------- |
| Goud   | Kellynsia Leerdam | =NR 13,51 m (+1,9 m/s) |
| Zilver | Maureen Herremans | 13,06 m (+1,0 m/s)     |
| Brons  | Julia van Dijk    | 12,04 m (+2,4 m/s)     |

### Hoogspringen
| rang   | atleet          | prestatie |
| ------ | --------------- | --------- |
| Goud   | Wuill Vrolijk   | 2,06 m    |
| Zilver | Dion van Kessel | SB 2,03 m |
| Brons  | Sven van Merode | 2,00 m    |

| rang   | atlete         | prestatie |
| ------ | -------------- | --------- |
| Goud   | Glenka Antonia | 1,90 m    |
| Zilver | Nina Borger    | SB 1,78 m |
| Brons  | Jasmijn Raes   | PR 1,75 m |

### Polsstokhoogspringen
| rang   | atleet        | prestatie |
| ------ | ------------- | --------- |
| Goud   | Menno Vloon   | 5,80 m    |
| Zilver | Jip Haest     | 5,03 m    |
| Brons  | Twan van Rijn | 4,88 m    |

| rang   | atlete          | prestatie     |
| ------ | --------------- | ------------- |
| Goud   | Marijn Kieft    | NR U20 4,51 m |
| Zilver | Elise de Jong   | 4,41 m        |
| Brons  | Kristina Tergau | 4,21 m        |

### Kogelstoten
| rang   | atleet              | prestatie  |
| ------ | ------------------- | ---------- |
| Goud   | Yannick Rolvink     | 17,98 m    |
| Zilver | Bjorn Van Kins      | 17,84 m    |
| Brons  | Marijn van den Born | SB 17,24 m |

| rang   | atlete              | prestatie  |
| ------ | ------------------- | ---------- |
| Goud   | Jessica Schilder    | 19,46 m    |
| Zilver | Jorinde van Klinken | SB 18,20 m |
| Brons  | Alida van Daalen    | 17,37 m    |

### Discuswerpen
| rang   | atleet               | prestatie  |
| ------ | -------------------- | ---------- |
| Goud   | Ruben Rolvink        | 66,45 m    |
| Zilver | Shaquille Emanuelson | 62,51 m    |
| Brons  | Yannick Rolvink      | SB 53,11 m |

| rang   | atlete              | prestatie |
| ------ | ------------------- | --------- |
| Goud   | Jorinde van Klinken | 64,86 m   |
| Zilver | Alida van Daalen    | 62,83 m   |
| Brons  | Danara Stoppels     | 51,55 m   |

### Speerwerpen
| rang   | atleet       | prestatie  |
| ------ | ------------ | ---------- |
| Goud   | Jeroen Maas  | PR 76,19 m |
| Zilver | Ryan Jansen  | 71,39 m    |
| Brons  | Thomas Knoop | SB 70,96 m |

| rang   | atlete            | prestatie  |
| ------ | ----------------- | ---------- |
| Goud   | Anouk Vetter      | SB 55,96 m |
| Zilver | Wiep van der Mark | PR 52,67 m |
| Brons  | Dewi Lafontaine   | 52,26 m    |

### Kogelslingeren
| rang   | atleet             | prestatie |
| ------ | ------------------ | --------- |
| Goud   | Denzel Comenentia  | 73,26 m   |
| Zilver | Matyas Kerekgyarto | 63,77 m   |
| Brons  | Dennis Hemelaar    | 59,30 m   |

| rang   | atlete             | prestatie  |
| ------ | ------------------ | ---------- |
| Goud   | Lotte Smink        | 61,86 m    |
| Zilver | Audrey Jacobs      | 59,99 m    |
| Brons  | Pien Mittertreiner | PR 56,66 m |

### Tienkamp/Zevenkamp
De NK Meerkamp werd gehouden te Assen, in het weekend van 5 op 6 juli.
| rang   | atleet        | prestatie |
| ------ | ------------- | --------- |
| Goud   | Sven Jansons  | 7772 p    |
| Zilver | Rafael Raap   | 7615 p    |
| Brons  | Twan van Rijn | 7279 p    |

| rang   | atlete           | prestatie |
| ------ | ---------------- | --------- |
| Goud   | Sophia Mulder    | 5904 p    |
| Zilver | Myke van de Wiel | 5888 p    |
| Brons  | Joyce van Welie  | 5301 p    |

1904 · 
1908 · 
1909 · 
1910 · 
1911 · 
1912 · 
1913 · 
1914 · 
1915 · 
1917 · 
1918 · 
1919 · 
1920 · 
1921 · 
1922 · 
1923 · 
1924 · 
1925 · 
1926 · 
1927 · 
1928 · 
1929 · 
1930 · 
1931 · 
1932 · 
1933 · 
1934 · 
1935 · 
1936 · 
1937 · 
1938 · 
1939 · 
1940 · 
1941 · 
1942 · 
1943 · 
1944 · 
1946 · 
1947 · 
1948 · 
1949 · 
1950 · 
1951 · 
1952 · 
1953 · 
1954 · 
1955 · 
1956 · 
1957 · 
1958 · 
1959 · 
1960 · 
1961 · 
1962 · 
1963 · 
1964 · 
1965 · 
1966 · 
1967 · 
1968 · 
1969 · 
1970 · 
1971 · 
1972 · 
1973 · 
1974 · 
1975 · 
1976 · 
1977 · 
1978 · 
1979 · 
1980 · 
1981 · 
1982 · 
1983 · 
1984 · 
1985 · 
1986 · 
1987 · 
1988 · 
1989 · 
1990 · 
1991 · 
1992 · 
1993 · 
1994 · 
1995 · 
1996 · 
1997 · 
1998 · 
1999 · 
2000 · 
2001 · 
2002 · 
2003 · 
2004 · 
2005 · 
2006 · 
2007 · 
2008 · 
2009 · 
2010 · 
2011 · 
2012 · 
2013 · 
2014 · 
2015 · 
2016 ·
2017 ·
2018 ·
2019 ·
2020 ·
2021 ·
2022 ·
2023 ·
2024 ·
2025